# Миронова, Анастасия Владимировна
Анастаси́я Влади́мировна Миро́нова (род. 27 октября 1984, Тюмень, РСФСР, СССР) — российская журналистка, писательница, радиожурналистка, колумнистка. Получила известность благодаря своему расследованию о тюменском маньяке.

## Биография
В 2006 году окончила Институт филологии и журналистики (ИФиЖ) Тюменского государственного университета. После окончания университета уехала на обучение в Лондон, где писала диссертацию по Джону Рескину.
С 2010 года продолжила работу в российской журналистике. Работала заместителем главного редактора сайта радиостанции «Эхо Москвы в Петербурге» и шеф-редактором газеты «ЭХОеженедельник» до 2014 года.
В разные годы являлась колумнистом на остросоциальные темы в различных изданиях, в том числе в «Новой газете» и в интернет-издании «Мел». С 2020 года автор колонок в электронном издании «Газета.Ru».
В июле 2021 года опубликовала собственное расследование о личности предполагаемого тюменского маньяка, который мог быть причастен к исчезновениям детей в Тюмени с 1997 года. В интервью петербургскому телеканалу «Лен ТВ 24» Анастасия Миронова сообщила о том, что по факту её статьи Следственный комитет РФ инициировал проверку. Также она сообщила, что собирает информацию о маньяке много лет, знала многих жертв и сама была свидетельницей преступления предполагаемого маньяка. В том же году телеведущий Андрей Малахов посвятил два спецвыпуска передачи «Прямой эфир» под названием «Дети исчезают в полдень» теме исчезновения детей в Тюмени и расследованию Анастасии Мироновой с участием самой журналистки.